# Sindangsuka (Luragung)
Sindangsuka is een bestuurslaag in het regentschap Kuningan van de provincie West-Java, Indonesië. Sindangsuka telt 1319 inwoners (volkstelling 2010).